# ボルサリーノ (お笑い)
ボルサリーノは、吉本興業東京本社（東京吉本）所属のお笑いコンビ。名古屋NSC2期生。

## メンバー
- 関 好江（せき よしえ、1971年2月15日 - ）

ボケ担当。愛知県名古屋市中村区出身。血液型AB型。身長161cm・55kg。
趣味：飲酒、高専ロボコン鑑賞。
- 山田 真左美（やまだ まさみ、1973年7月23日 - ）

ツッコミ担当。愛知県清須市（旧西春日井郡清洲町）出身。血液型B型。身長158cm・体重50kg。
趣味：睡眠。特技：相方の似顔絵。

## 概要
- 1994年5月結成。1996年6月に一度解散し、1997年2月に再結成。2005年に東京吉本に移籍。
- 関の年齢の高さをよくネタにしているが、山田も実は3歳年下なだけであまり変わらない。
- 東京進出の理由は、前からいつかは行きたいと思っていたことと、当時にはやっていたNANAに影響を受けたためらしい。
- なぜかミルククラウンとメルヘン倶楽部はいじりたくなるらしい。
- 関はパワーフードが作れる（6月30日COWCOWのオンラインより）。また料理芸人として料理企画で出演することが多い。
- 関の家では女芸人（森三中や椿鬼奴、まちゃまちゃやオアシズなど）が集まる食事会がたびたび行われている。モリマンとも親交が深い。
- 2006年5月25日放送の「スピードワゴンのキャラメル on the beach」によると、名古屋吉本在籍時は「名古屋の今いくよ・くるよ」と呼ばれていたらしい。また結成当初はコンビ名に因み、ボルサリーノの帽子をかぶっていたという。
- 2023年11月4日、関が稲沢市観光PR大使に任命された[1]。

## 出演

### テレビ
- 爆笑BOOING（関西テレビ） - 1週勝ち抜き
- オールザッツ漫才（毎日放送、1995年・1997年）
- ポチスナ2（三重テレビ） - 毎週火曜日
- エンタの天使（日本テレビ） - 2009年9月30日（第12回）、キャッチコピーは「怒りの井戸端会議」
- 爆笑オンエアバトル（NHK総合）戦績0勝2敗 最高349KB
- 音の素（読売テレビ・日本テレビ）- マンスリーMC
- アイデア買い取り宣言!ブラマヨの黄金ロイヤリティー（関西テレビ、2011年1月2日）
- 『ぷっ』すま（テレビ朝日、2012年4月28日） - 関のみ、「お抱えシェフ1‐GP企画」女芸人会シェフとして出演
- バカソウル（テレビ東京、2012年5月26日） - 関のみ
- 笑神様は突然に…（日本テレビ、2012年7月28日） - 関のみ
- ひみつの嵐ちゃん（TBS、2012年12月20日） - 関のみ
- さんまのSUPERからくりTV SP（TBS、2013年8月11日） - 関のみ
- 今年も生だよ!笑いっぱなしのお正月!2014年ざっくり新年会（テレビ東京、2014年1月1日） - 関のみ
- ニッポン元気計画! 眠れるスター目覚ましバラエティ“ハックツベリー”（テレビ東京、2014年8月23日） - 関のみ
- 櫻井有吉アブナイ夜会（TBS、2014年9月11日） - 関のみ
- とんねるずのみなさんのおかげでした（フジテレビ、2016年3月24日　第22回 博士と助手～細かすぎて伝わらないモノマネ選手権～）コンサートのラストで、まさかの曲のチョイスをする歌手のイルカ、椿鬼奴とのコンビで「激動の昭和」シリーズなど - 関のみ
- 昼まで待てない!（メ〜テレ） - 関のみ、「早ワザクッキング!」のコーナーレギュラー
- 人生が変わる1分間の深イイ話（日本テレビ　2016年2月29日）- 関のみ
- PON!（日本テレビ）- 関のみ、「出張!開運飯食堂」のコーナー（不定期）
- 桃色つるべ〜お次の方どうぞ〜（関西テレビ　2016年7月1日　8月5日）
- あのニュースで得する人損する人（日本テレビ、2016年11月 - ）- 関のみ、「コスパー魔美」として出演
- 助けて!きわめびと（NHK総合、2018年4月）‐ 関のみ、関好江のまごころ旬ごはん担当レギュラー
- 東京怪奇酒（テレビ東京、2021年2月）- 関のみ「本日の開運飯」コーナーレギュラー
- ららら♪開運飯（琉球放送、2020年9月） - 関のみ、メインMC
- あさイチ（NHK総合、2021年9月 ）- 関のみ「みんな!ごはんだよ」コーナー講師として不定期出演
- とびっきり!しずおか（静岡朝日テレビ、2024年4月 - ）- 関のみ「ゆるウマごはん」コーナー担当

### ラジオ
- 土曜ワイド 広瀬隆のラジオでいこう!（CBCラジオ）

### 映画
- 働き孝子の一生（2008年4月、YOSHIMOTO DIRECTOR'S 100）- 関のみ
- ディンドン・パーリィ（YOSHIMOTO DIRECTOR'S 100）
- クロサワ映画2011〜笑いにできない恋がある〜（2011年）- 関のみ

## 作品

### 出版
- よしもと印の元気になるおばんざい（2013年1月、ぶんか社） - 関 名義
- 食べると人生が変わる!開運飯（2016年9月15日、マガジンハウス） - 関 名義[2]
- 使いきり!レシピ（2017年9月、マガジンハウス）‐ 関 名義

### アプリ
- スマホ用アプリ「開運パワーフード」

## 受賞歴
- 第18回今宮こどもえびすマンザイ新人コンクール新人奨励賞（1997年）